# Polycystis intubata
Polycystis intubata är en plattmaskart som beskrevs av v.Graff 1905. Polycystis intubata ingår i släktet Polycystis och familjen Polycystididae. Inga underarter finns listade i Catalogue of Life.